# Woiwodschaft Leszno

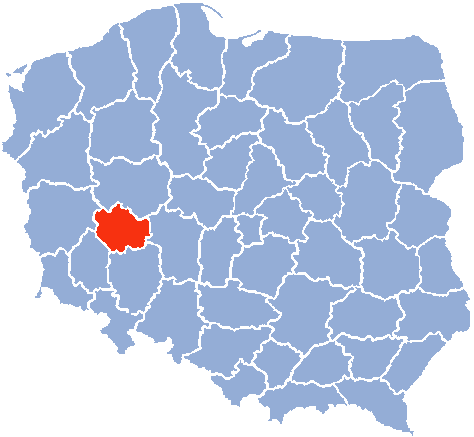
Politische Karte Polens, Woiwodschaft Leszno rot hervorgehoben

Die Woiwodschaft Leszno (pl.: Województwo leszczyńskie) war in den Jahren 1975 bis 1998 eine polnische Verwaltungseinheit, die im Zuge einer Verwaltungsreform in der heutigen Woiwodschaft Großpolen aufging. Hauptstadt war Leszno.
Bedeutende Städte waren (Einwohnerzahlen von 1995):
- Leszno (61.300)
- Kościan (24.600)
- Rawicz (21.500)
- Gostyń (20.600)

| Jahr          | 1975    | 1980    | 1985    | 1990    | 1995    | 1998    |
| Einwohnerzahl | 342.800 | 357.600 | 375.600 | 386.800 | 397.200 | 399.500 |